# ناحیه انیینگ
ناحیهٔ اِنیینگ (به مجاری:  Enyingi járás) یک ناحیه در مجارستان است که در فیر واقع شده‌است. ناحیهٔ انیینگ ۴۳۳٫۱۲ کیلومتر مربع مساحت و ۲۰٬۰۷۵ نفر جمعیت دارد.